# بول

عينة من البول

البَول هو أحد السوائل الجسمية، وهو السائل الذي تستخلصه الكليتان من الدم ثم تفرزانه من خلال الحالب ليصل المثانة ثم الإحليل ليخرج من الجسم للتخلص من الأملاح والمياه الزائدة في الجسم. ويكون عادة أصفر اللون وذلك تبعًا لنسبة البولة والماء فيه، فكلما زادت البولة مال إلى الاصفرار، وإذا زاد الماء أصبح شفافًا أو فاتحًا أكثر.
ويستخدم البول في تشخيص بعض الأمراض، وذلك عن طريق أخذ عينة منه وتحليلها.
البول هو سائل سام ينتج في جسم الإنسان كناتج عن عملية تنقية الدم أثناء مروره في الكليتين، ويفرز البول إلى خارج الجسم في عمليه معروفه بالتبول، يحتوي البول على معظم مكونات البلازما عدا أنه يحتوي على نسبة منخفضة من البروتين والدهون ويكون خالي من خلايا الدم الحمراء تماما ويدل وجود خلايا الدم الحمراء على وجود خلل في الجهاز البولي.

## تبول

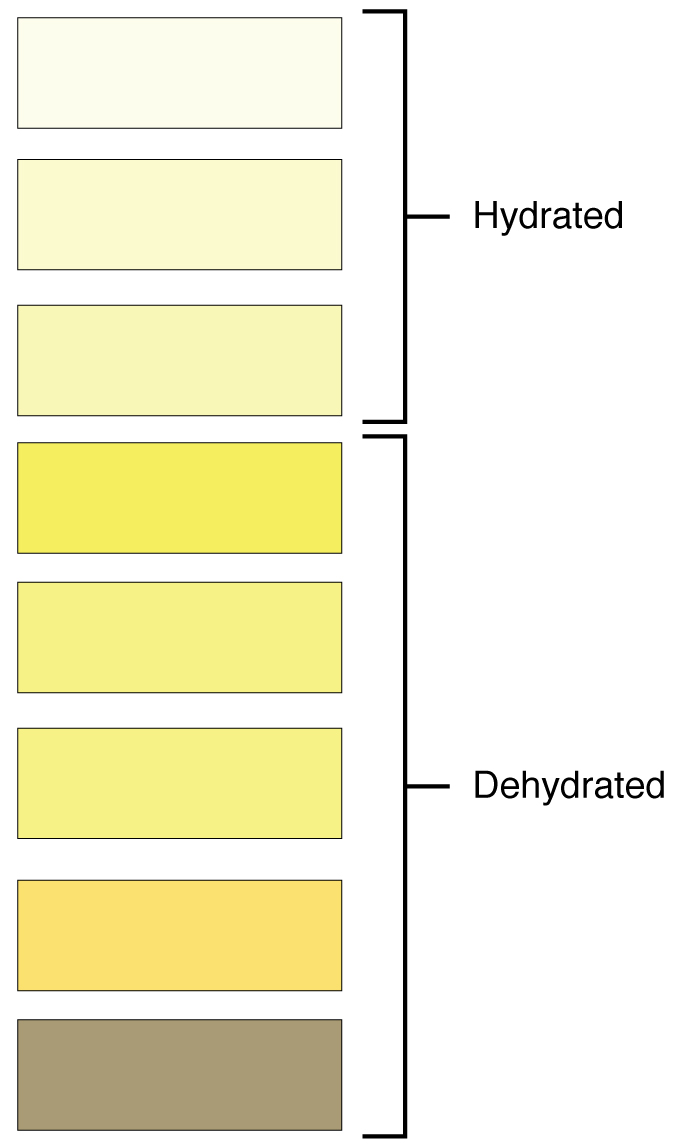
مؤشر لون البول

هي عملية إخراج البول من الجسم، فهي تساعد في التخلص من الفضلات السامة الموجودة في الجسم كذلك هو هام من أجل المحافظة على توازن سوائل الجسم.
علمًا أن كلا من البول والغائط كلها تندمج في إطار واحد.

## آلية تكوين البول
تشمل مرحلة تكوين البول ثلاث مراحل هي: الرشح (filtration)، الامتصاص (reabsorption)، والإفراز (secretion).
- الرشح: نتيجة لاختلاف الضغط الدموي بين نهايتي الشعيرات الدموية في النفرون (الوحدة التركيبية والوظيفية في الكلية) يحدث رشح لحوالي 20% من بلازما الدم ويسمى السائل الذي يخرج باسم الراشح ويحتوي على خليط من المواد النافعة مثل الجلكوز والأحماض الأمينية والمواد الضارة مثل الأمونيا واليوريا وغيرها ويقوم جسم الإنسان برشح 180 لتر من الدم خلال اليوم الواحد حيث يقوم بامتصاص معظم هذا السائل خلال عملية الامتصاص.
- الامتصاص: خلال هذه العملية يتم امتصاص المواد النافعة التي تم ترشيحها خلال العملية السابقة وتحدث معظم هذه العملية في الجزء الأول من النفرون وتعمل بعض الأدوية المخفضة للضغط (anti-hypertensive drugs) على هذه المرحلة من تكوين البول للتحكم في حجم الدم وبالتالي التحكم في ضغط الدم.
- الإفراز: هي خطوة مهمة للتخلص من المواد الضارة التي لم تخرج خلال مرحلة الرشح ومعظم الأدوية يتم إخراجها من الجسم عن طريق هذه العملية.

## الخصائص

### المكونات
يتكون البول من ماء بنسبة 950 ملم/لتر ومواد عضوية وغير عضوية حيث أن البول المجموع خلال يوم كامل يحوي بشكل وسطي حوالي 40g من المركبات العضوية وحوالي 20g من المركبات اللاعضوية ويقدر عدد المركبات المطروحة مع البول بحوالي 150 مركب، نوعية تلك المركبات ونسبتها في البول تتعلق بصورة رئيسية بنوعية المواد الغذائية الداخلة للجسم.المركبات الطبيعية للبول تنقسم إلى: مركبات لا عضوية ومركبات عضوية. أهم المركبات اللا عضوية: شوارد الكلور والكبريتات والفوسفات والكربونات والكالسيوم والبوتاسيوم والمغنسيوم والأمونيوم، أما أهم المركبات العضوية: البولة وحمض البول والكرياتين والأصبغة البولية. والبول في الحالة الطبيعية لا يحتوي على البروتينات والجلوكوز.

### درجة الحموضة
تترواح درجة الحموضة للبول ما بين 6,2 - 6,8.

## بوال
البوال هي حالة الإكثار من التبول الذي قد تكون نتيجة مرض السكري أو لأسباب عضوية أخرى.

## معرض صور

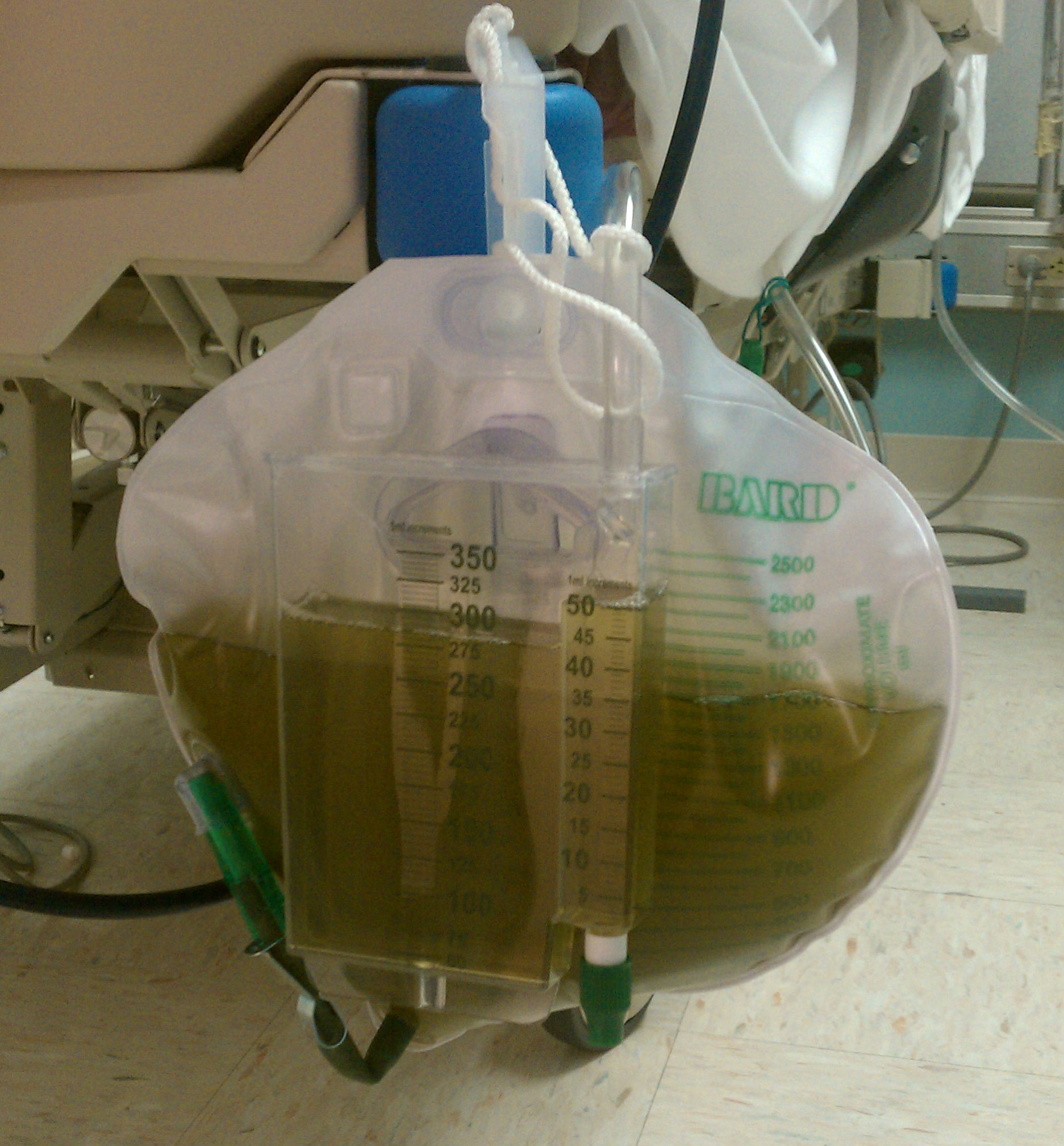
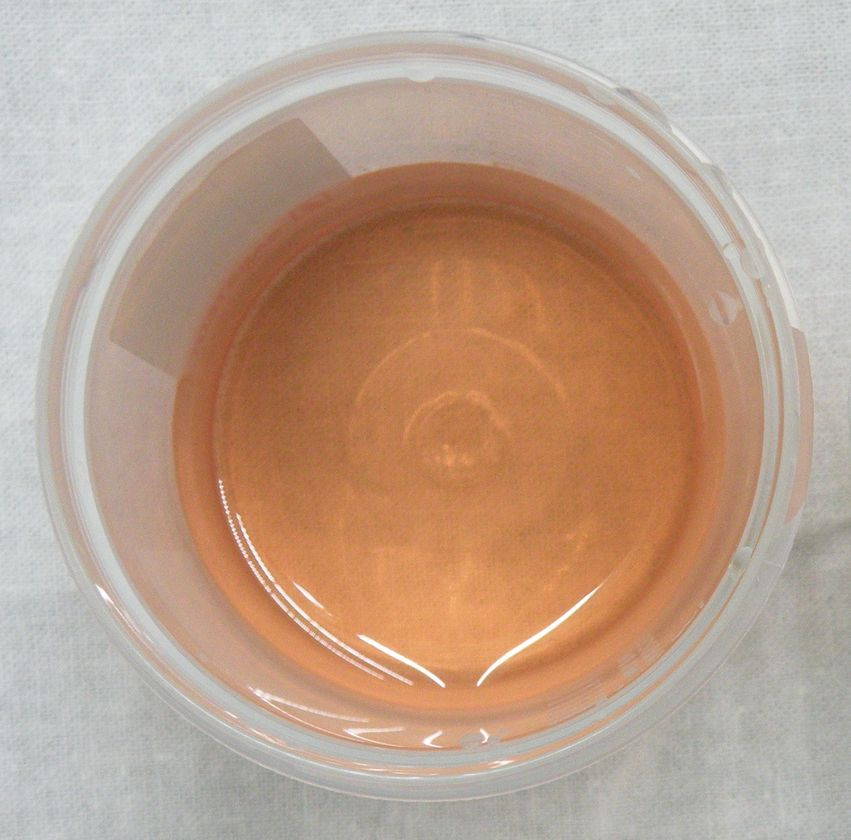
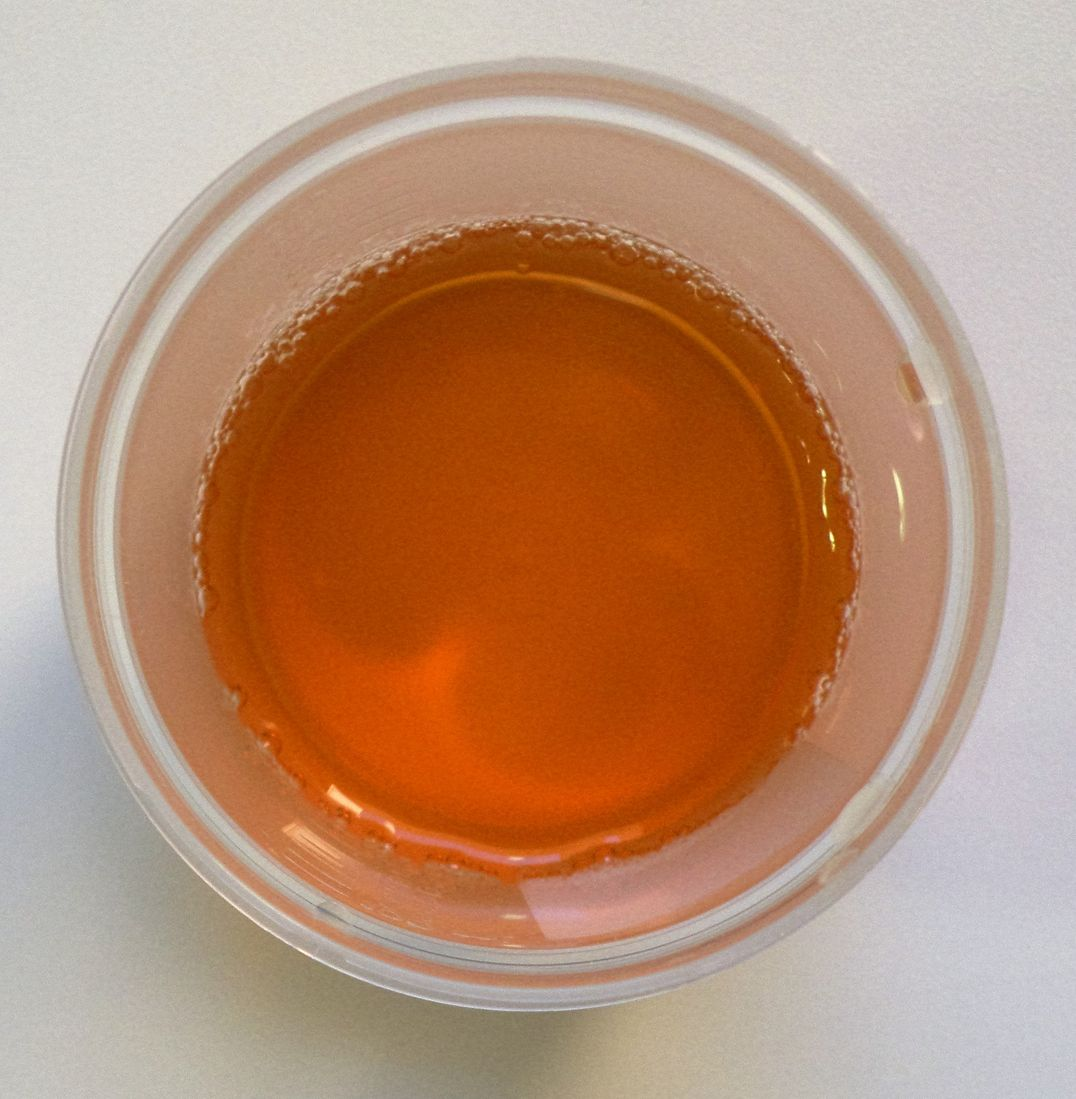
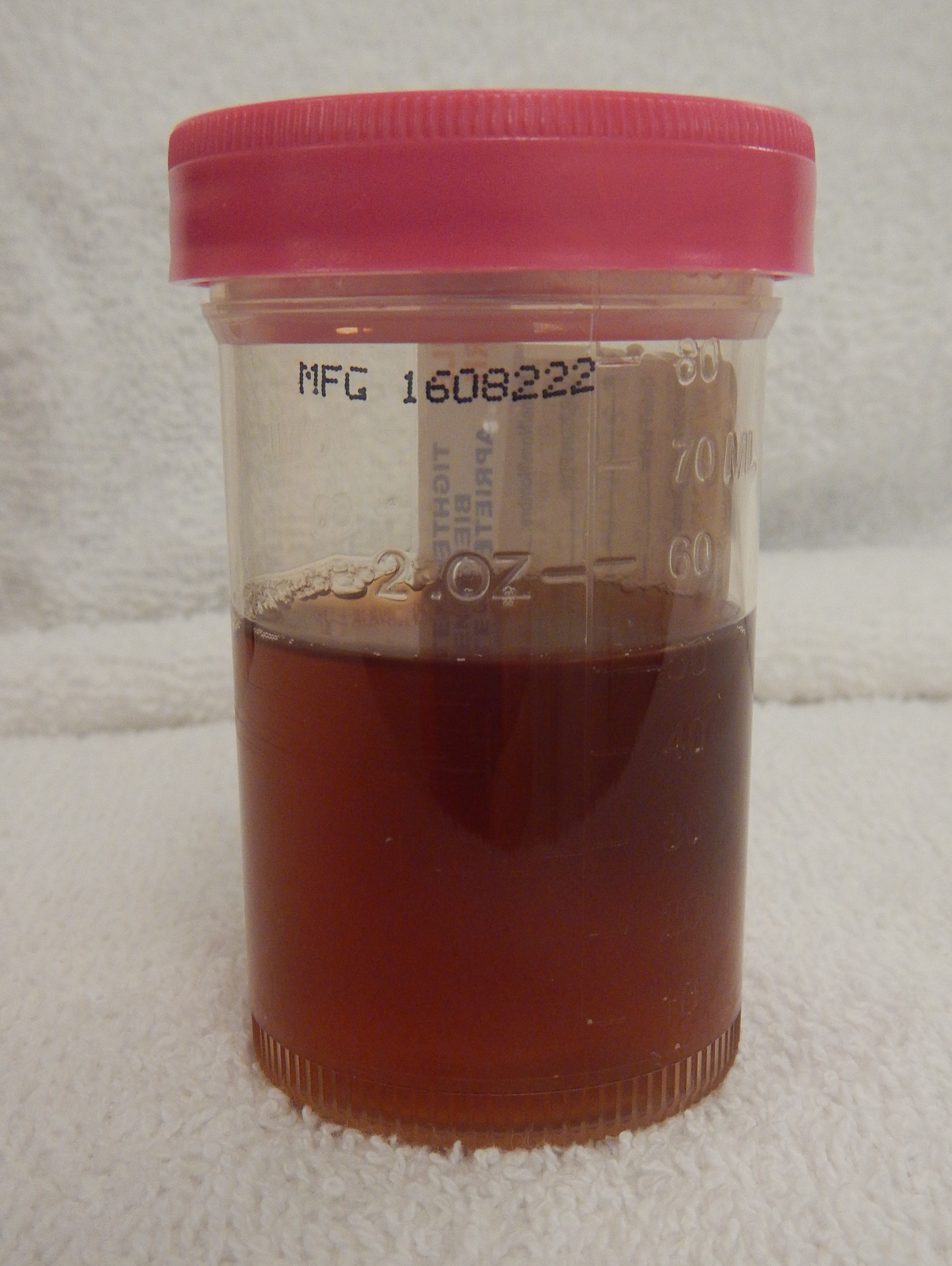